# Julien Laurence
Pour les articles homonymes, voir Laurence.
 (mars 2013).
Si vous disposez d'ouvrages ou d'articles de référence ou si vous connaissez des sites web de qualité traitant du thème abordé ici, merci de compléter l'article en donnant les références utiles à sa vérifiabilité et en les liant à la section « Notes et références ».
 (février 2024).
Julien Laurence, né le 1er août 1973 à Genève, est un auteur-compositeur-interprète franco-suisse.

## Biographie
Auteur-compositeur-interprète, Julien Laurence est né le 1er août 1973 à Genève. Autodidacte, il apprend à jouer du piano et de la guitare dès l'âge de 4 ans. À 7 ans, il découvre Stevie Wonder qui lui transmet l'envie de chanter et à 10 ans donne son premier concert avec le groupe « Entrée interdite ». Suivent ensuite « Fat Finger », puis « Wild Mango » trio avec lequel il réalise et produit à l'âge de 20 ans, l’album Fire Skin. Les concerts s’enchaînent et avec l’apprentissage de la scène, les premières parties de MPeople, Keziah Jones, FFF, ou Mori Kante.
Les voyages occupant une grande place dans sa quête musicale, Julien Laurence s’installe d'abord à La Nouvelle-Orléans sur les traces du rhythm and blues. Plus tard, il s’initie aux rythmes afro à Dakar, et découvre les secrets du Flamenco en Andalousie, puis il s’intègre au sein d’une famille tzigane à Prague d'où naîtra le groupe « Lumale ».  
En 2003, il collabore avec Christophe Calpini (Alain Bashung) avec qui il enregistre l'album Alien.
En 2004 l'émission Nouvelle Star dont il sort finaliste, le révèle au grand public. Il enregistre As (de Stevie Wonder) en duo avec Amel Bent.
En 2005, Phil Collins le choisit comme interprète pour la version française des chansons de Tarzan 2 et produit son premier single avec les titres Tout nous rappelle et Besoin de soleil.
En 2007, Julien Laurence écrit, compose et réalise, en autoproduction son premier album solo Djelem.
Fin 2008, il réalise et produit avec Yorgos Benardos, l’album Carousel (sorti chez Disque Office), qui le mènera, à peine sortit de studio, dans une grande tournée en Suisse et à travers tout le Québec en 2009.
Depuis 2009, Julien Laurence partage d’autres scènes, participe à divers projets musicaux (dont Alain Morisod & Sweet People) qu’il défend lors de tournées à travers la Suisse, la France et le Canada. Il produit en parallèle plusieurs albums de reprises (voir discographie)
En 2014, après deux ans de travail pour l'écrire, le composer et l'enregistrer, l’album Arms Wide Open voit le jour. Dans ce dernier opus, enregistré entre Londres et New York, Julien Laurence se dévoile en treize chansons qu'il a entièrement écrites et composées. Arms Wide Open est distribué par Irascible Music (sortie 16 mai 2014).

## Discographie

### Albums
- Fire skin (1995) avec le groupe Wild Mango
- Djelem (2007)
- Carousel (2008)
- Only Love (2009)
- C'est comme ça que je t'aime (2010)
- Je t'attends (2011)
- Best Of (2012)
- Quand Julien Laurence rencontre Sweet People (2013)
- Arms Wide Open (2014)
- Je rêve encore (2015) Édition pour le Canada
- Julien (2015)
- Comme vous l'aimez (2016)
- Après Tout (2017)
- Julien Laurence (2018)

### Single
- Tout nous rappelle (Disque Office, 2005)
- Besoin de Soleil (Disque Office, 2005)

### Participations musicales
- Participation au CD live Osmos Live (enregistré en public en 2001, sorti en 2002 chez Somogo Productions)
- Participation à l'album Palmyr du groupe suisse Aloan (sorti en 2002 chez Synchrovision et ré-édité en 2004 chez Soundarchitects)
- Nouvelle Star - L'album des finalistes sur les titres Talk about a revolution de Tracy Chapman et Tandem de Vanessa Paradis
- Nouvelle Star - Le single sur les titres Au bout de mes rêves de Jean-Jacques Goldman et Ça, c'est vraiment toi du groupe Téléphone
- Duo avec Amel Bent sur son single Ma philosophie en 2005
- Chansons du dessin animé Tarzan 2 de Disney Qui je suis et Partir loin en 2005 (disponible seulement en DVD)
- Participation à l'album Opposite Pole du groupe suisse Opposite Pole (sorti en 2017)